# 抗美援朝战争史
《抗美援朝战争史》，中国人民解放军军事科学院军事历史研究部编撰，军事科学出版社2000年出版，2014年再版，2020年由外文出版社出版英文版。2001年获全国第八届精神文明建设五个一工程奖。